# Dean Brisson
 (décembre 2017).
Si vous disposez d'ouvrages ou d'articles de référence ou si vous connaissez des sites web de qualité traitant du thème abordé ici, merci de compléter l'article en donnant les références utiles à sa vérifiabilité et en les liant à la section « Notes et références ».
Pour les personnes ayant le même patronyme, voir Brisson.
Dean Jamieson Brisson est un réalisateur, animateur et directeur artistique québécois né en 1968. Comédien, animateur et pianiste de formation.  À titre de concepteur et créateur, il a participé à la création de séries télé, des CD, pièces de théâtre, lancements et campagnes de mises en marché de produits et d'artistes.

## Quelques références
- Cirque du Soleil : directeur de marque, producteur délégué, metteur en scène, directeur artistique et concepteur.
- Inuk (série télévisée) : concepteur et créateur.